# Terezinha Elisa
Terezinha Elisa (Rio de Janeiro, 12 de março de 1940) é uma ex-vedete e atriz brasileira. 
Em 1960, participou do show Ary Barroso, 1960, ao lado do compositor e de Os Cariocas, Castrinho, Carminha Mascarenhas e Joãozinho da Goméia. O show ficou um ano e meio em cartaz na boate Fred's. Em seguida, participou, ainda com o mesmo elenco de artistas, do show Os quindins de Yá Yá, parcialmente gravado pela Copacabana Discos no compacto duplo Musical Ary Barroso, 1960.
Nos anos 70 migrou para o humor de televisão. Participou dos programas humorísticos Balança  Mas Não Cai e Os Trapalhões, dentre outros.
No cinema, atuou nos filmes O Trapalhão e a Luz Azul (1999),no papel de Rainha Flora; O Noviço Rebelde (1997), creditada como Terezinha Eliza, no papel de Dalila; O Casamento dos Trapalhões (1988); O Sexomaníaco (1976).

## Trabalhos na Televisão
- 1968 - Balança  Mas Não Cai - Carolina Saraiva
- 1981 - Reapertura - Carolina Saraiva
- 1977 a 1995  - Os Trapalhões - Várias Personagens
- 2011 - Batendo Ponto - Dora

## Trabalhos no Cinema
| Ano  | Título                     | Personagem   |
| ---- | -------------------------- | ------------ |
| 2008 | A Guerra dos Rocha         | Jurema       |
| 1999 | O Trapalhão e a Luz Azul   | Rainha Flora |
| 1997 | O Noviço Rebelde           | Dalila       |
| 1988 | O Casamento dos Trapalhões | Ivonete      |
| 1976 | O Sexomaníaco              | Amiga        |